# Zane Robertson

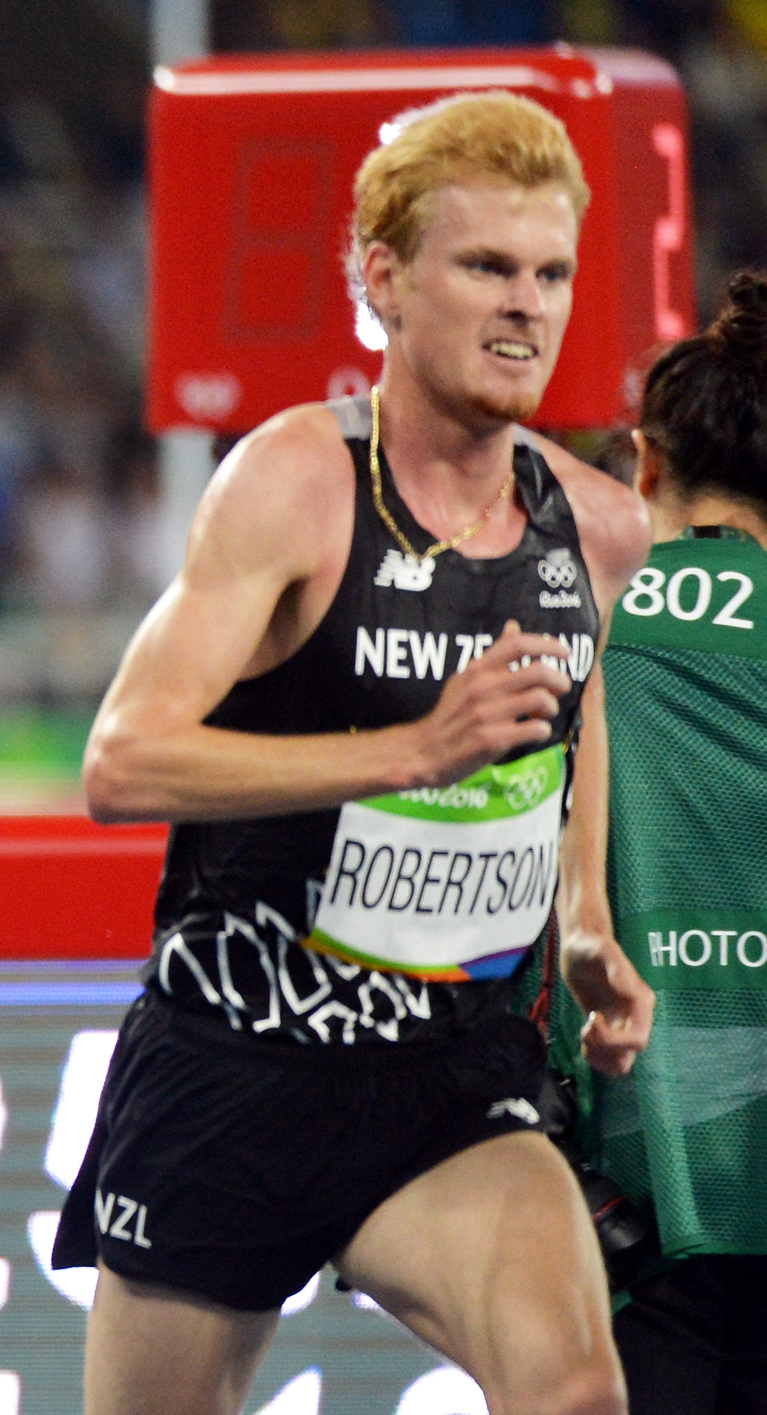
Zane Robertson

Zane Robertson (* 14. November 1989) ist ein neuseeländischer Langstreckenläufer.
Bei den Crosslauf-Weltmeisterschaften 2011 in Punta Umbría belegte er den 92. Rang.
2013 kam er bei den Leichtathletik-Weltmeisterschaften in Moskau über 5000 m auf den 14. Platz. Im darauffolgenden Jahr wurde er bei den Leichtathletik-Hallenweltmeisterschaften 2014 in Sopot Zwölfter über 3000 m. Über 5000 m gewann er Bronze bei den Commonwealth Games in Glasgow und wurde Zweiter beim Leichtathletik-Continental-Cup in Marrakesch.
2015 wurde er Zweiter beim Kagawa-Marugame-Halbmarathon und blieb dabei als vierter nicht aus Afrika stammender Läufer über diese Distanz unter einer Stunde. 2016 und 2021 nahm er an den Olympischen Spielen teil.
Seit 2007 lebte er mit seinem Zwillingsbruder Jake Robertson in Iten. Er trainierte in Kenia und Äthiopien.
Nachdem er beim Great Manchester Run 2022 positiv auf Epo getestet worden war und er gefälschte ärztliche Unterlagen zu seiner Entschuldigung vorgelegt hatte, wurde Robertson für acht Jahre gesperrt.

## Persönliche Bestzeiten
- 1500 m: 3:34,19 min, 7. September 2014, Rieti
- 1 Meile: 3:53,72 min, 11. Juli 2014, Dublin
- 3000 m: 7:41,37 min, 8. Juli 2014, Cork
  - Halle: 7:44,16 min, 7. März 2014, Sopot
- 5000 m: 13:13,83 min, 13. Juli 2013, Heusden-Zolder
- 10.000 m: 27:33,67 min, 13. August 2016, Rio de Janeiro
- 10-km-Straßenlauf: 27:28 min, 9. Oktober 2016, Berlin
- 15-km-Straßenlauf: 42:17 min, 1. Februar 2015, Marugame (Zwischenzeit, Ozeanienrekord)
- 20-km-Straßenlauf: 56:40 min, 1. Februar 2015, Marugame (Zwischenzeit, Ozeanienrekord)
- Halbmarathon: 59:47 min, 1. Februar 2015, Marugame (Ozeanienrekord)
- Marathon: 2:08:19 h, 7. Juli 2019, Gold Coast